# Charles Stoddart

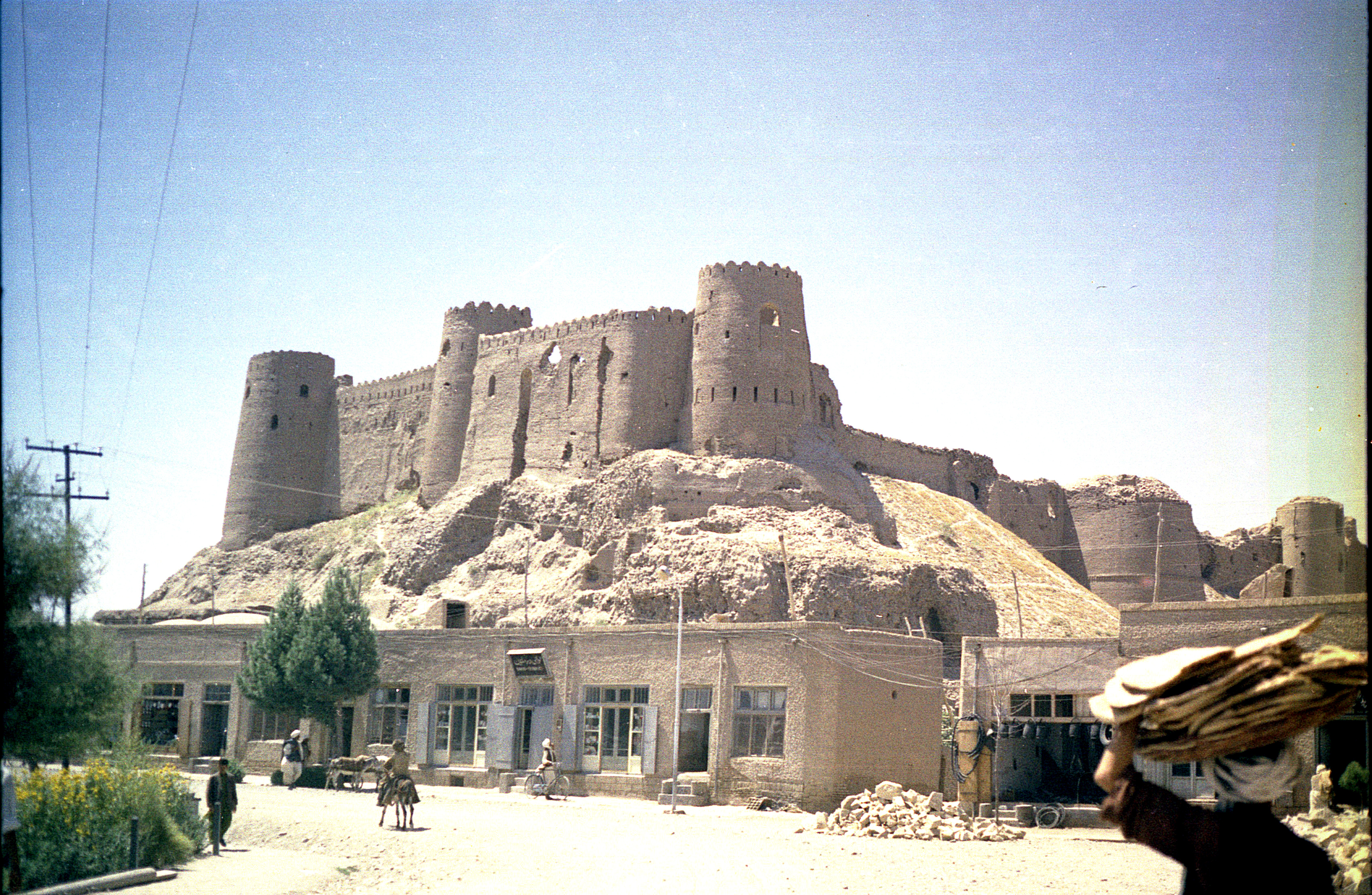
La cittadella di Herat

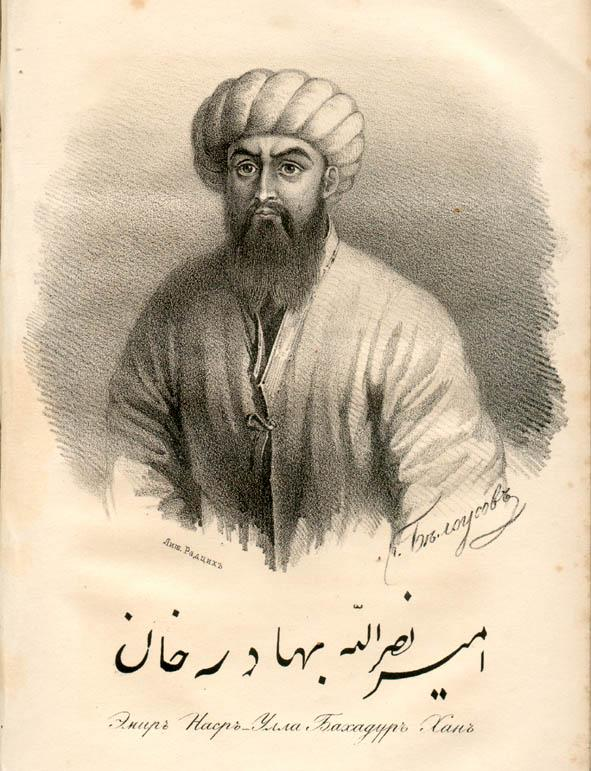
Nasrullah Khan

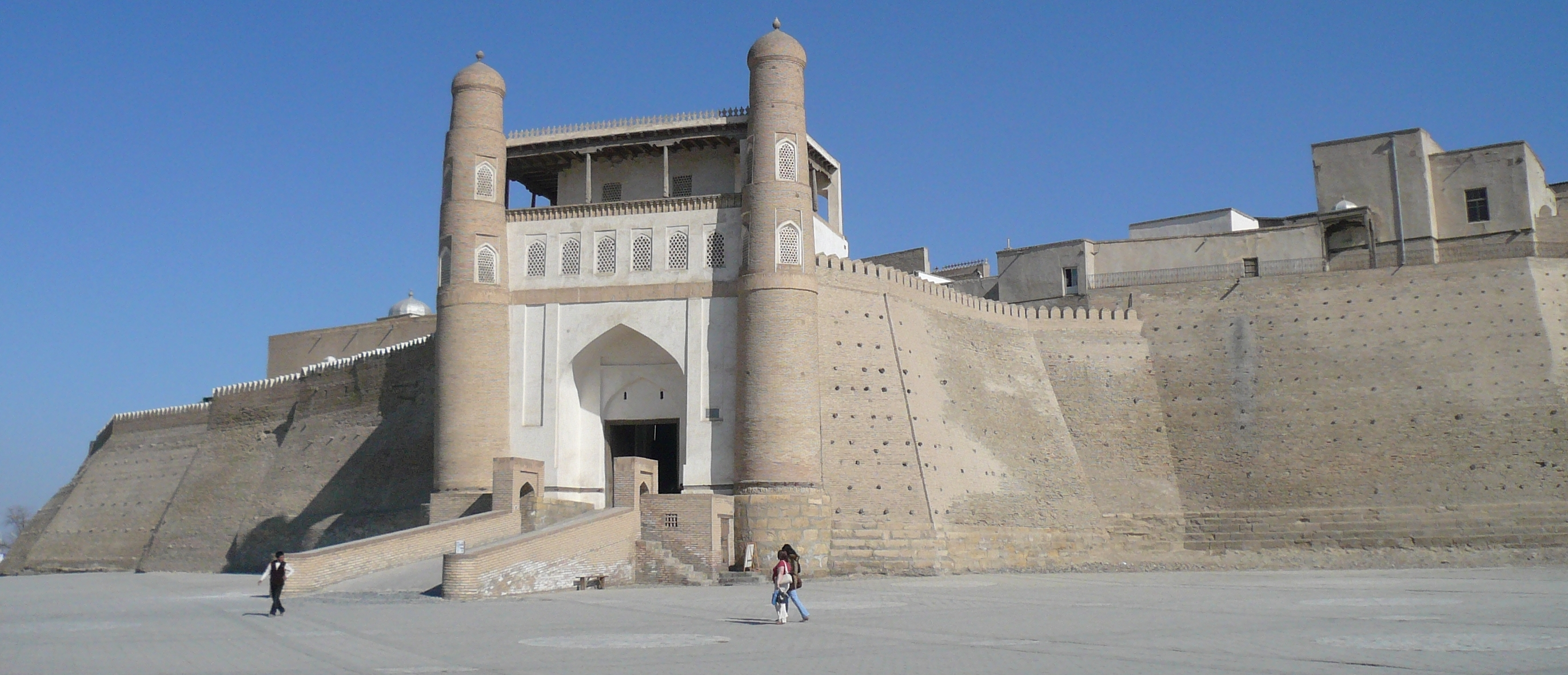
La cittadella di Bukhara davanti a cui Stoddart e Conolly furono decapitati nel 1842

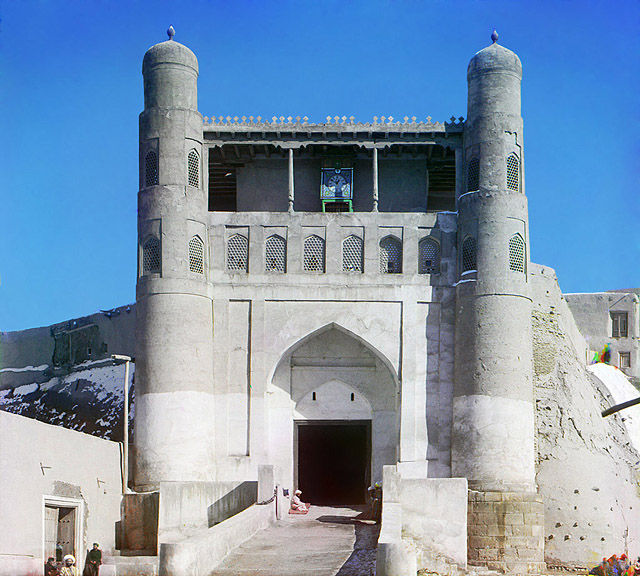
Il palazzo dell'emiro di Bukhara

Charles Stoddart (Ipswich, 23 luglio 1806 – Bukhara, 17 giugno 1842) è stato un diplomatico e militare inglese, membro del servizio segreto britannico.

## Biografia
Figlio del maggiore Stephen Stoddart del 6th dragoons (1763-1812), frequentò la Royal Military Academy Sandhurst.
Nel 1823 entrò nei Royal Staff Corps facendo una rapida e brillante carriera da ufficiale che gli consentì di conseguire il grado di tenente colonnello.
Divenne un protagonista del "Grande Gioco" cioè dello scontro tra l'impero britannico e quello russo per l'egemonia sull'Asia centrale e sui possedimenti britannici in India.
Nel 1835 fu trasferito in Persia come addetto militare dell'inviato inglese.
Nel giugno del 1838 fu inviato in missione diplomatica presso lo Scià di Persia che, istigato dal conte Simonič, aveva stretto d'assedio la roccaforte afgana di Herat, nella difesa della quale si stava distinguendo un altro ufficiale britannico, il tenente Eldred Pottinger (il futuro "eroe di Herat"): Stoddart convinse lo scià a levare l'assedio, informandolo che se vi avesse insistito la Gran Bretagna gli avrebbe dichiarato guerra (e che una forza navale inglese aveva già raggiunto il Golfo Persico), e acquisì importanti informazioni sul ruolo di istigatore assunto nella vicenda dal governo russo, che, incalzato da Lord Palmerston, fu costretto a sconfessare l'attività del conte Simonič, accusandolo - per salvare le apparenze - di aver esorbitato dai limiti delle istruzioni ricevute.
Sempre nel corso del 1838 Stoddart fu inviato da Herat a Bukhara al fine di rassicurare l'emiro locale, Nasrullah Khan, sulle effettive intenzioni degli inglesi, in procinto di attaccare l'Afghanistan ma privi di intenzioni ostili verso l'emirato, e al fine di indurlo a liberare gli schiavi russi ivi tenuti prigionieri che il governo russo avrebbe potuto impiegare come pretesto per attaccare Nasrullah.
Appena giunto a Bukhara (17 dicembre 1838), però, Stoddart fu fatto prigioniero con l'accusa di aver mancato di rispetto all'emiro per averlo salutato senza smontare da cavallo, secondo l'uso militare inglese. Per tre anni l'ufficiale britannico sarebbe vissuto in una cella sotterranea in condizioni terribili: la prigione, significativamente definita dai locali "il buco nero" (Siah Cha), consisteva in una fossa profonda sei metri, infestata dai parassiti e accessibile solo facendo uso di una fune; è però contestato che Stoddart sia stato effettivamente relegato nel "buco nero", avendo egli stesso scritto nel marzo 1839 di essere stato trattenuto nello Zindan cioè nella prigione comune. In un'occasione Stoddart sarebbe stato raggiunto dal boia che gli avrebbe intimato di abbracciare la religione musulmana, pena la morte, così costringendolo all'abiura. Peraltro, anche la notizia dell'abiura è messa in discussione sul rilievo che, stando ad una lettera alla moglie dello stesso protagonista, sarebbe accaduto solo che Stoddart fosse liberato dalla prigione sull'impegno di "servire l'emiro" e che questo servizio non comprendesse necessariamente l'abiura ed anzi nulla lo lascerebbe intendere.
Nel settembre 1841 Stoddart fu visitato da un ufficiale russo, il colonnello Buteneff, che ottenne di ospitarlo nella residenza della missione russa a Bukhara.
Nel novembre 1841 l'ufficiale britannico Arthur Conolly, altro grande protagonista del Grande Gioco, decise di fare visita a Nasrullah Khan per ottenere la liberazione di Stoddart. 
Dapprima Nasrullah ricevette Conolly in modo cordiale e accettò di alleviare le condizioni di detenzione di Stoddart, consentendogli di risiedere con lui presso una dimora privata, l'abitazione di Abdul Samut. Quando però apprese della rivolta afgana e della successiva disfatta britannica in Afghanistan, l'emiro non esitò a privare della libertà anche Conolly.
Alla fine di aprile del 1842 la missione russa lasciò Bukhara dopo che il colonnello Buteneff non era riuscito a convincere l'emiro a liberare i due britannici.
Nel giugno 1842 Conolly e Stoddart furono condannati a morte con l'accusa di spionaggio.
L'esecuzione dei due sventurati, costretti a scavarsi la fossa con le loro mani, ebbe luogo di fronte alla cittadella bucarese (Ark) al cospetto di una folla silenziosa.
Il primo a cadere sotto la scure del boia fu proprio Stoddart: al momento dell'esecuzione ebbe la presenza di spirito di denunciare la tirannide dell'emiro; secondo un'altra versione, in punto di morte avrebbe invece rivendicato la propria fede cristiana. Fu poi il turno di Conolly che tuttavia ricevette da Nasrullah l'offerta di avere salva la vita se si fosse fatto musulmano come Stoddart: rifiutò, rilevando che la conversione non aveva salvato la vita al compagno e quindi non avrebbe potuto salvare la sua, e si disse pronto a morire. Fu giustiziato pochi istanti dopo.